# فولنوي ديلو
فولنوي ديلو (بالروسية: Вольное дело) هي شركة خيرية مقرها روسيا وأسسها رجل الأعمال الروسي أوليغ ديريباسكا عام 1998. وأصبحت عام 2009 إحدى أكبر الشركات الخيرية في روسيا. وتقدم الشركة العديد من الخدمات وبالخصوص التي تتعلق بالأطفال والتعليم,
1. ↑  Oleg Deripaska Official Siteنسخة محفوظة 25 مارس 2012 على موقع واي باك مشين.
2. ↑  : The GAZ Group took part in the Computer for Schoolchildren project by the Volnoe Delo foundation (بالروسية) نسخة محفوظة 20 أكتوبر 2014 على موقع واي باك مشين.
3. ↑  Rate of Generosity (بالروسية), [Forbes.ru], May 2009 نسخة محفوظة 15 سبتمبر 2017 على موقع واي باك مشين.